# Arne Norrback
Arne Norrback (* 14. Dezember 1937 in Lumijoki, Finnland) ist ein ehemaliger schwedischer Gewichtheber.
Er erreichte bei den Weltmeisterschaften 1975 in Moskau im Federgewicht den zehnten Platz. 1976 nahm er an den Olympischen Spielen in Montreal teil. Dort wurde er jedoch bei der Dopingkontrolle positiv getestet und disqualifiziert. 1979 startete er bei den Weltmeisterschaften in Thessaloniki und belegte den neunzehnten Platz.